# Salomos dom (Giorgione)
Salomos dom (italienska: Giudizio di Salomone) är en oljemålning av den italienske renässanskonstnären Giorgione. Den målades omkring 1505 och ingår sedan 1795 i Uffiziernas samlingar i Florens.
Salomos dom är en episod i Första Kungaboken (2:16–28) i Gamla testamentet där det berättas om två prostituerade som båda hävdade att de var mor till samma barn. Salomo, känd för sin vishet, befallde då att ett svärd skulle hämtas för att hugga barnet i två delar och ge kvinnorna hälften var. Den ena kvinnan brast då i gråt och vädjade till Salomo att hellre låta den andra kvinna få barnet. Då förstod Salomo vem den riktige modern var och lät henne behålla barnet. 

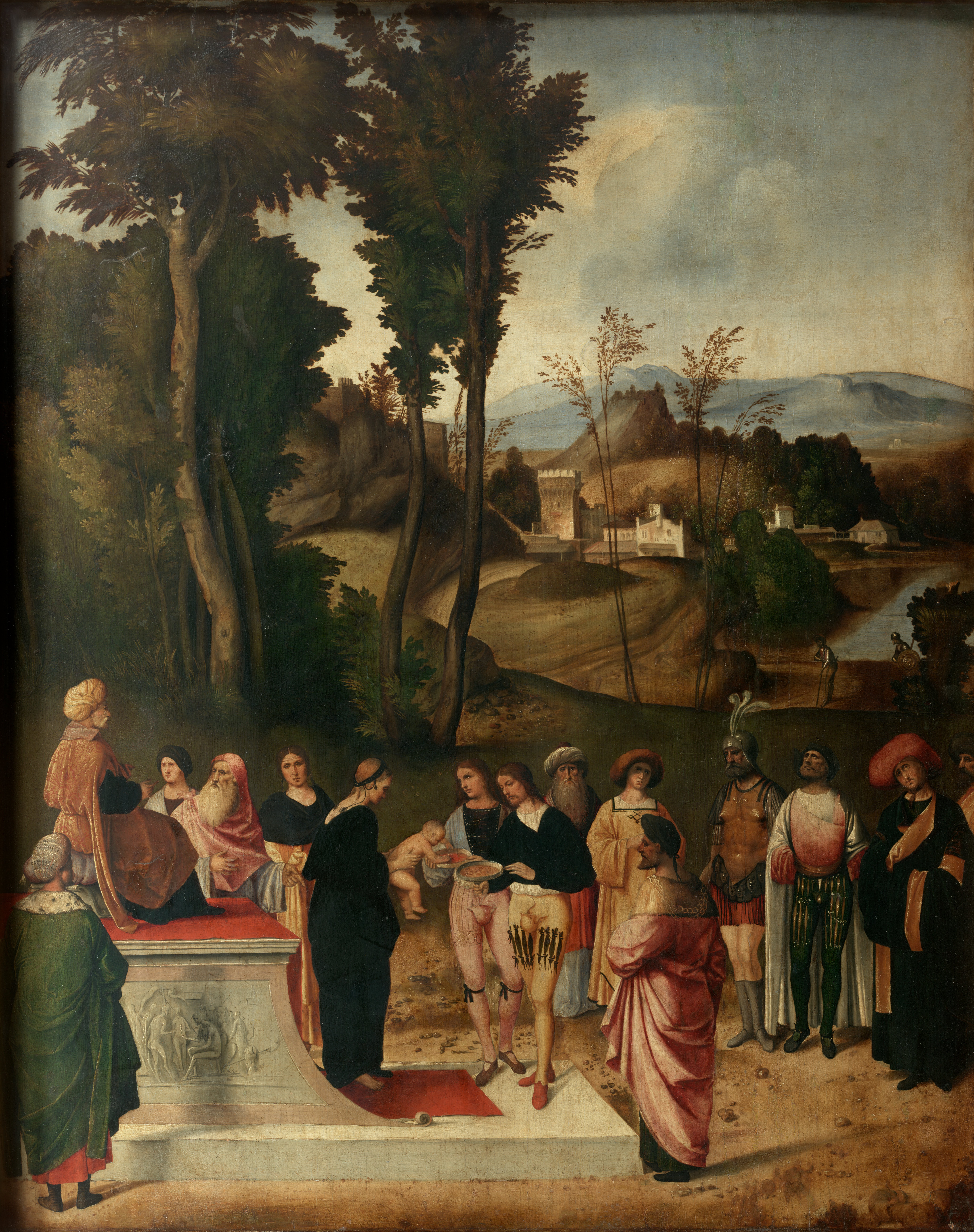
Giorgione, Moses eldprov (cirka 1505), Uffizierna.

Bilden är tredelad. I förgrunden ses Salomo på sin tron omgiven av hovdignitärer och de två kvinnorna som båda gjorde anspråk på barnet. Bakomliggande landskap, som upptar mer än halva bilden, delas av en träddunge. 
Giorgione har alltid ansetts vara en av renässansens största konstnärer, och en vars inflytande på följande generationer av målare var betydande. Trots all hans berömmelse är mycket lite känt om hans korta liv; han dog i pesten 1510. Han studerade till en början hos Giovanni Bellini och såväl Tizian som Sebastiano del Piombo tros ha tjänstgjort som elever i hans verkstad och slutfört ett antal av Giorgiones verk efter hans död. Flera verk har tillskrivits Giorgione, men det är endast ett fåtal målningar som med säkerhet kan attribueras den venetianske mästaren. Salomos dom och den ungefär samtidigt utförda pendangen, Moses eldprov (också utställd på Uffizierna), brukar anses vara tidiga verk av Giorgione. 